# Lista najlepiej sprzedających się gier na Xboksa

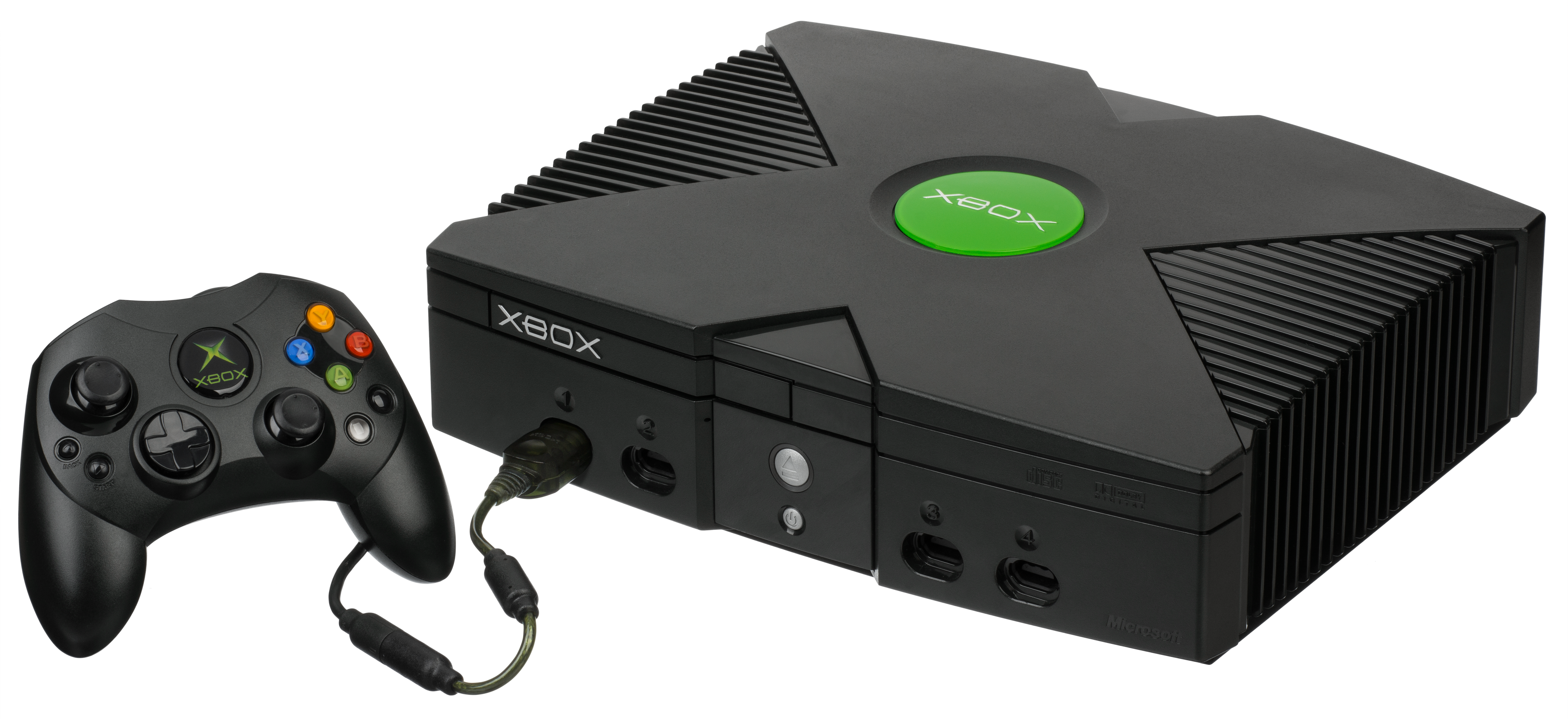
Konsola Xbox z kontrolerem.

Lista najlepiej sprzedających się gier na Xboksa, które sprzedano w co najmniej jednym milionie egzemplarzy. Najlepiej sprzedającą się grą na tę konsolę jest Halo 2, wydane 9 listopada 2004 roku w Stanach Zjednoczonych; sprzedało się w ponad 8 milionach sztuk. Z kolei pierwsza gra z serii, Halo: Combat Evolved, będące pierwszym tytułem na tę konsolę, był drugą najlepiej sprzedającą się grą na Xboxa, osiągając sprzedaż na poziomie 5 milionów egzemplarzy.

## Lista
| Gra                                    | Sprzedane egzemplarze | Seria                      | Data premiery        | Gatunek                                                          | Producent                      | Wydawca                      |
| -------------------------------------- | --------------------- | -------------------------- | -------------------- | ---------------------------------------------------------------- | ------------------------------ | ---------------------------- |
| Halo 2                                 | 8 milionów            | Halo                       | 9 listopada 2004     | strzelanka pierwszoosobowa                                       | Bungie                         | Microsoft Game Studios       |
| Halo: Combat Evolved                   | 5 milionów            | Halo                       | 15 listopada 2001    | strzelanka pierwszoosobowa                                       | Bungie                         | Microsoft Game Studios       |
| Tom Clancy’s Splinter Cell             | 3 miliony             | Tom Clancy’s Splinter Cell | 17 listopada 2002    | skradanka                                                        | Ubi Soft Montréal              | Ubi Soft                     |
| Fable                                  | 3 miliony             | Fable                      | 14 września 2004     | fabularna gra akcji                                              | Big Blue Box Studios           | Microsoft Game Studios       |
| Project Gotham Racing                  | 2,5 miliona           | Project Gotham Racing      | 15 listopada 2001    | wyścigi                                                          | Bizarre Creations              | Microsoft Game Studios       |
| Dead or Alive 3                        | 2 miliony             | Dead or Alive              | 15 listopada 2001    | bijatyka                                                         | Team Ninja                     | Tecmo Microsoft Game Studios |
| Grand Theft Auto: Double Pack          | 1,7 miliona           | Grand Theft Auto           | 21 grudnia 2003      | przygodowa gra akcji                                             | Rockstar Vienna                | Rockstar Games               |
| Star Wars: Knights of the Old Republic | 1,58 miliona          | Gwiezdne wojny             | 15 lipca 2003        | komputerowa gra fabularna                                        | BioWare                        | LucasArts                    |
| Counter-Strike                         | 1,5 miliona           | Counter-Strike             | 18 listopada 2003    | komputerowa gra fabularna                                        | Ritual Turtle Rock Studios     | Microsoft Game Studios       |
| Ninja Gaiden                           | 1,5 miliona           | Ninja Gaiden               | 2 marca 2004         | przygodowa gra akcji, hack and slash                             | Team Ninja                     | Tecmo                        |
| Call of Duty 2: Big Red One            | 1,49 miliona          | Call of Duty               | 1 listopada 2005     | gra sportowa                                                     | Treyarch High Voltage Software | Activision                   |
| Grand Theft Auto: San Andreas          | 1,46 miliona          | Grand Theft Auto           | 7 czerwca 2005       | przygodowa gra akcji                                             | Rockstar North                 | Rockstar Games               |
| Need for Speed: Underground 2          | 1,44 miliona          | Need for Speed             | 15 listopada 2004    | wyścigi                                                          | EA Black Box                   | Electronic Arts              |
| Madden NFL 2005                        | 1,42 miliona          | Madden NFL                 | 9 sierpnia 2004      | gra sportowa                                                     | EA Tiburon                     | EA Sports                    |
| Madden NFL 06                          | 1,41 miliona          | Madden NFL                 | 8 sierpnia 2005      | gra sportowa                                                     | EA Tiburon                     | EA Sports                    |
| ESPN NFL 2K5                           | 1,38 miliona          | NFL 2K                     | 20 lipca 2004        | gra sportowa                                                     | Visual Concepts                | Sega                         |
| The Elder Scrolls III: Morrowind       | 1,36 miliona          | The Elder Scrolls          | 6 czerwca 2002       | fabularna gra akcji                                              | Bethesda Game Studios          | Bethesda Softworks           |
| Star Wars: Battlefront                 | 1,22 miliona          | Gwiezdne wojny             | 21 września 2004     | strzelanka trzecioosobowa, strzelanka pierwszoosobowa            | Pandemic Studios               | LucasArts                    |
| Star Wars: Battlefront II              | 1,17 miliona          | Gwiezdne wojny             | 31 października 2005 | gra akcji, strzelanka trzecioosobowa, strzelanka pierwszoosobowa | Pandemic Studios               | LucasArts                    |
| Tom Clancy’s Ghost Recon               | 1,13 miliona          | Tom Clancy’s Ghost Recon   | 11 listopada 2002    | strzelanka taktyczna                                             | Red Storm Entertainment        | Ubi Soft                     |
| Need for Speed: Underground            | 1,12 miliona          | Need for Speed             | 17 listopada 2003    | wyścigi                                                          | EA Black Box                   | Electronic Arts              |